# Piyaman
Piyaman is een bestuurslaag in het regentschap Gunung Kidul van de provincie Jogjakarta, Indonesië. Piyaman telt 7489 inwoners (volkstelling 2010).